# إقليم شمال الساحل الكاريبي المستقل
إقليم شمال الساحل الكاريبي المستقل هو أحد الإقليمين المستقلين في نيكاراغوا، ومقره الإقليمي هو بويرتو كابيزاس.

## التاريخ
حتى عام 1986، كان متحد مع إقليم جنوب الساحل الكاريبي المستقل في قسم زيلايا.

## جغرافيا
يقع الإقليم في شمال شرق نيكاراغوا علي ساحل البحر الكاريبي، مع حدود هندوراس، وتبلغ مساحة الإقليم 32159 كيلومترًا مربعًا، وهو ثاني أكبر كيان دون قومي في أمريكا الوسطى من حيث المساحة، بعد مقاطعة بيتين في غواتيمالا، على ساحلها توجد جزر مسكيتوس.

### الموقع
ويحده الإدارات التالية:
- إقليم جنوب الساحل الكاريبي المستقل من الجنوب
- إداراتي ماتاغلبا وجينوتيغا من الشرق.

## ديموغرافيا
المنطقة هي الثالثة من حيث كثافة السكانية في نيكاراغوا بعد إداراتي ماناغوا وماتاغلبا ويبلغ عدد سكانها 520،000 نسمة وفقاً لأحدث التقديرات.
| التعداد التاريخي لسكان إدارة إقليم شمال الساحل الكاريبي المستقل | التعداد التاريخي لسكان إدارة إقليم شمال الساحل الكاريبي المستقل |
| السنة                                                           | عدد السكان                                                      |
| --------------------------------------------------------------- | --------------------------------------------------------------- |
| 1995                                                            | 192,716                                                         |
| 2005                                                            | 314,130                                                         |
| 2019                                                            | 520,204                                                         |

## التقسيم الإداري
ينقسم إقليم الحكم الذاتي لساحل شمال البحر الكاريبي إدارياً إلى ثماني بلديات:
| البلدية        | المساحة   | تعداد 1995  | تعداد 2005  | تعداد 2019   |
| -------------- | --------- | ----------- | ----------- | ------------ |
| بونانزا        | 1,898 كم² | 11,810 نسمة | 18,633 نسمة | 29,151 نسمة  |
| ملوكوكي        | 1,330 كم² | 32,924 نسمة | 49,339 نسمة | 72,260 نسمة  |
| برينزابولكا    | 7,020 كم² | 5,312 نسمة. | 16,105 نسمة | 40,995 نسمة  |
| بويرتو كابيزاس | 5,985 كم² | 39,771 نسمة | 66,169 نسمة | 123,638 نسمة |
| روزيتا         | 2,205 كم² | 14,599 نسمة | 22,723 نسمة | 36,036 نسمة  |
| سيونا          | 3,422 كم² | -           | 64,092 نسمة | 104,085 نسمة |
| واصلالا        | 1,905 كم² | -           | 29,838 نسمة | 53,169 نسمة  |
| واسبان         | 9,342 كم² | 35,082 نسمة | 47,231 نسمة | 60,870 نسمة  |